# فرودگاه موسومین
فرودگاه موسومین (به انگلیسی: Moosomin Airport) یک فرودگاه همگانی است که یک باند فرود چمن و شن دارد و طول باند آن ۴۶۵ متر است. این فرودگاه در کشور کانادا قرار دارد و در ارتفاع ۵۶۵ متری از سطح دریا واقع شده‌است.